# 小笠原長恒
小笠原 長恒（おがさわら ながつね）は、江戸時代の武士。毛利氏家臣で長州藩士。父は小笠原長慶。

## 生涯
長州藩士・小笠原長慶の子として生まれる。元禄8年（1695年）に父・長慶が死去し、その後を継いだ。
享保5年（1720年）から享保11年（1726年）にかけて『萩藩閥閲録』が編纂された際に、先祖・加賀美遠光から長恒までの石見小笠原氏の系譜と、小笠原長雄や小笠原長旌等に関する書状類を提出し、巻94に「小笠原弥右衛門」として収められた。
長恒の後は子の長昌が継いだ。